# دونالد ألكسندر ماكنزي
دونالد ألكسندر ماكنزي (بالإنجليزية: Donald Alexander Mackenzie)‏ (24 يوليو 1873 – 2 مارس 1936) كان صحفيًا وفلكلوريًا اسكتلنديًا وكاتبًا غزير الإنتاج في الدين والأساطير والأنثروبولوجيا في أوائل القرن العشرين.

## روابط خارجية
- مؤلفات Donald Alexander Mackenzie في مشروع غوتنبرغ
- أعمال أو نبذة عن دونالد ألكسندر ماكنزي على أرشيف الإنترنت
- أعمال دونالد ألكسندر ماكنزي في ليبري فوكس
- Wonder Tales from Scottish Myth and Legend at sacred-texts.com